# Копани (Львовская область)
Копани (укр. Копані) — село в Золочевской городской общине Золочевского района Львовской области Украины.
Население по переписи 2001 года составляло 269 человек. Занимает площадь 1,878 км². Почтовый индекс — 80716. Телефонный код — 3265.